# Oleria praemona
Oleria praemona är en fjärilsart som beskrevs av Richard Haensch 1909. Oleria praemona ingår i släktet Oleria och familjen praktfjärilar. Inga underarter finns listade i Catalogue of Life.